# 暉峻義等
暉峻 義等（てるおか ぎとう、1889年9月3日 - 1966年12月7日）は、日本の生理学者・産業医学者。日本における「労働科学」の創設者として知られる。

## 略歴
兵庫県生まれ。鹿児島の第七高等学校造士館卒業後、1910年東京帝国大学に入学。1917年東京帝国大学医学部卒業。在学中は永井潜に学んだ。1918年警視庁保健衛生事務嘱託となり「細民街」を調査する。1919年大原社会問題研究所の創立に際して所員となり、紡績女工・労働者・農民・開拓民の生活・栄養の調査を行う。『日本社会衛生年鑑』の編集も担当した。1921年倉敷労働科学研究所を設立して所長に就任。同研究所は、のちに東京に移転して日本労働科学研究所（労研）と改称、財団法人化した。
戦時期には労研を大日本産業報国会（産報）の附属研究機関として存続させることに腐心し、産報理事や大政翼賛会国民運動局長を務めた。戦後は労働科学研究所（現在の名称）と改称された労研の所長となり同研究所の再建に当たったが、先述した戦時期の経歴がわざわいして、1948年以降公職追放該当者に指定されたため、所長辞任を余儀なくされた。
追放解除後、労研顧問（1952年）となり、健康社会建設協議会理事長（1950年）、アジア産業保健会議事務総長（1955年）等を務め、1961年から1964年まで日本大学理工学部教授となった。しかし1962年に脳軟化症を発病、1966年その発作により死去した。享年77。

## 家族
農業経済学者で農協・農業問題研究所所長の暉峻衆三（1924年-2023年）は義等の次男、生活経済学者で埼玉大学名誉教授の暉峻淑子（いつこ、1928年-）は衆三の妻である。

## エピソード
暉峻という彼の名字は難読で、戦前、地方視察のさい現地の新聞が「暉峻義等来る」とすべきところを「暉峻義」（きしゅんぎ）という名のアジア人が視察に来たものと誤解し「暉峻義ら来る」と報じたことがあったという。

## 著書
- 乳児死亡の社会的原因に関する考察 大原社会問題研究所出版部 1921
- 産業疲労 金原商店 1925 (横手社会衛生叢書)
- 社会衛生学 吐鳳堂書店 1927
- 産児調節論 春秋文庫 1930
- 労働科学論 桐原葆見共著 社会・経済・統計研究叢書 第7巻 巌松堂書店 1933
- 労働と栄養 農村の栄養状態改善について 農村更生協会 1935
- 労働時間問題 関東産業団体聯合会事務所 1937 (社会労働問題講演集)
- 新生活運動の指標を語る 佐藤新興生活館 1938
- 生産と労働 科学主義工業社 1938
- 人的資源研究 戦時・準戦時経済講座 第11巻 改造社 1938
- 産業と人間 労働科学の回顧と展望 理想社 1940
- 労働力の再編成 科学主義工業社 1940
- 日本労働科学研究所の現状 日本労働科学研究所 1940.6
- 勤労と文化 科学主義工業社 1941
- 産報の理念と実践 特に生産技術者諸君に対して 東京産業報国会 1941 (産業報国運動資料)
- 最低生活費の研究（編）大阪屋号書店 1943 (労働科学叢書)
- 賃金算定に関する労働科学的見解（編）大阪屋号書店 1943 (労働科学叢書)
- 開拓科学生活図説（編）大阪屋号書店 1942-1943 (労働科学研究所報告)
- 青少年の勤労生活観（編）労働科学研究所 1943 (労働科学叢書)
- 農業の労働科学 全2冊 国土社 1952
- 暉峻義等博士と労働科学 暉峻義等博士追憶出版刊行会 1967
- 健康な社会をつくるために 暉峻義等と健社建 医療図書出版社 1973.10

## 翻訳
- 生理学上より観たる労働者問題 フレデリツク・エス・リー 大鐙閣 1920
- 産業能率の研究 フレデリック・エス・リー 同人社書店 1926 (労働科学研究叢書)
- 血液循環の原理 ハァヴェイ 岩波文庫 1936　のち「動物の心臓ならびに血液の運動に関する解剖学的研究」

## 論文
- 「労働科学に就て (1)(2)」『労働科学』第1巻1号と4号 (1924)
- 「心理学と産業の合理化」『心理学研究』第4巻6輯 (1929)
- 「産業疲労の研究方法に関する批判的考察」『労働科学研究』第8巻2号 (1931)
- 「労働者最低年齢法に対する医学上よりの批判 - 義務教育の延長と労働者最低年齢の引上げの必要」『労働科学研究』第12巻1号 (1935)
- 「義務教育年限延長の科学的根拠」『社会政策時報』第198号 (1937)
- 「都市と農村」『現代心理学 II. 社会心理学』河出書房 (1942)

## 関連文献
- 三浦豊彦 『暉峻義等：労働科学を創った男』〈シリーズ民間日本学者31〉 リブロポート、1991年 ISBN　4845705958
- 裴富吉 『労働科学の歴史：暉峻義等の学問と思想』 白桃書房、1997年 ISBN 4561262865
- 大泉溥 編 『日本心理学者事典』 クレス出版 (2003年) ISBN 4-87733-171-9